# Trogulus graecus
Espèce
Synonymes
- Trogulus corcyraeus Dahl, 1903

Trogulus graecus est une espèce d'opilions dyspnois de la famille des Trogulidae.

## Distribution
Cette espèce se rencontre en Grèce, en Turquie en Thrace orientale, en Bulgarie, en Macédoine du Nord, en Albanie et en Italie.

## Description
Les mâles mesurent de 10,9 à 12,6 mm et les femelles de 12,8 à 13,5 mm.

## Systématique et taxinomie
Cette espèce a été décrite par Dahl en 1903.
Trogulus corcyraeus a été placée en synonymie par Staręga en 1976.

## Étymologie
Son nom d'espèce lui a été donné en référence au lieu de sa découverte, la Grèce.

## Publication originale
- Dahl, 1903 : « Über eine eigenartige Metamorphose der Troguliden, eine Verwandlung von Amopaum in Dicranolasma und von Metopoctea in Trogulus. » Sitzungsberichte der Gesellschaft Naturforschender Freunde zu Berlin, vol. 7, p. 278–292.